# Враньска-Баня
Враньска-Баня (серб. Врањска Бања) — населенный пункт городского типа в южной Сербии.

## География
Враньска-Баня находится в общине Вране, Пчиньского округа.
До 1965 года Враньска-Баня являлась столицей одноимённой общины, которая впоследствии была поглощена общиной Вране. С 21 марта 2011 года является административным центром одноимённой городской общины.

## Население
| Год  | Жителей |
| ---- | ------- |
| 1948 | 2108    |
| 1953 | 2362    |
| 1961 | 2735    |
| 1971 | 4088    |
| 1981 | 5004    |
| 1991 | 5779    |
| 2002 | 5882    |